# Mohammad Reza Aref
Mohammad Reza Aref (em persa: محمدرضا عارف, nascido em 19 de dezembro de 1951) é um engenheiro, acadêmico e político reformista iraniano que é o oitavo e atual primeiro vice-presidente do Irã desde 2024, sob a presidência de Masoud Pezeshkian. Ele também é atualmente membro do Conselho de Discernimento de Oportunidade desde 2002.
Ele foi o líder parlamentar da Facção Esperança dos reformistas no Parlamento Iraniano, representando Teerã, Rey, Shemiranat e Eslamshahr. Aref também tem liderado o Conselho Supremo de Formulação de Políticas dos Reformistas desde sua criação em 2015.
Ele também foi o segundo primeiro vice-presidente de 2001 a 2005, sob Mohammad Khatami e Mahmoud Ahmadinejad. Anteriormente, serviu como Ministro da Informação e Tecnologia da Comunicação e chefe da Organização de Gestão e Planejamento no primeiro gabinete de Khatami. Ele foi membro do Conselho Supremo da Revolução Cultural até 2021. Aref também é engenheiro elétrico e professor na Universidade de Teerã e na Universidade de Tecnologia de Sharif. Ele foi candidato na eleição presidencial de 2013, mas retirou sua candidatura para dar ao campo reformista uma melhor chance de vencer.